# Furggeltihorn
Das Furggeltihorn ist ein Berg südwestlich von Vals im Kanton Graubünden in der Schweiz mit einer Höhe von 3043 m ü. M. Im Süden bricht der Gipfel in einer 200 m hohen Steilwand zum Güfergletscher ab. Im Norden besitzt der Berg breite Hänge, die ein ideales Skigelände darstellen. Am nordwestlichen Fuss des Berges befindet sich die Länta-Hütte vom Schweizer Alpen-Club (SAC). Das Furggeltihorn ist zusammen mit Zervreilahorn und Güferhorn auf der Etikette des Valserwassers abgebildet (siehe Bild in der Infobox).

## Lage und Umgebung
Das Furggeltihorn gehört zur Güferhorn-Fanellhorn-Gruppe, einer Berggruppe der Adula-Gruppe in den Adula-Alpen. Der Berg befindet sich vollständig auf Gemeindegebiet von Vals. Das Furggeltihorn wird im Westen durch das Läntatal und im Osten durch das Canaltal eingefasst.
Zu den Nachbargipfeln gehören das Zervreilahorn im Norden, das Fanellhorn im Osten, Güferhorn, Läntahorn und Schwarzhorn im Süden und Pizzo di Cassimoi und Pizzo Cassinello im Westen. Im Süden befindet sich der Güfergletscher.
Talort ist Vals, häufige Ausgangspunkte der Zervreilasee und die Länta-Hütte.

## Routen zum Gipfel

### Sommerrouten

#### Über Furggelti
- Ausgangspunkt: Länta-Hütte (2090 m) oder Zervreilasee (1862 m)
- Via: Furggelti (2761 m) über die Steinplatten des Nordrückens zum Gipfelkamm
- Schwierigkeit: T4
- Zeitaufwand: 3½ Stunden von der Länta-Hütte oder 4½ vom Zervreilasee (1¼ Stunden vom Furggelti)

#### Über den Westhang
- Ausgangspunkt: Länta-Hütte (2090 m)
- Schwierigkeit: WS
- Zeitaufwand: 2½ Stunden

#### Über die Südkante
- Ausgangspunkt: Zervreilasee (1862 m) oder Länta-Hütte (2090 m)
- Via: Güferlücke
- Schwierigkeit: ZS
- Zeitaufwand: 4½ Stunden vom Zervreilasee oder 3¼ Stunden von der Länta-Hütte (1¼ Stunden von der Güferlücke)

#### Über die Südostwand
- Ausgangspunkt: Zervreilasee (1862 m) oder Länta-Hütte (2090 m)
- Via: Güferlücke
- Schwierigkeit: WS
- Zeitaufwand: 4¾ Stunden vom Zervreilasee oder 4 Stunden von der Länta-Hütte (2 Stunden von der Güferlücke)

### Winterrouten

#### Von der Länta-Hütte
- Ausgangspunkt: Länta-Hütte (2090 m)
- Via: Lampertsch Alp (1980 m), Schambrina, Furggelti
- Expositionen: NW, W
- Schwierigkeit: WS
- Zeitaufwand: 3½ Stunden
- Alternative: Direkter Aufstieg (nur bei sicheren Verhältnissen)

#### Vom Zervreilasee
- Ausgangspunkt: Berggasthaus Zervreila (1840 m)
- Via: Blachtenalp, Furggelti
- Expositionen: N
- Schwierigkeit: WS
- Zeitaufwand: 4 Stunden

## Galerie

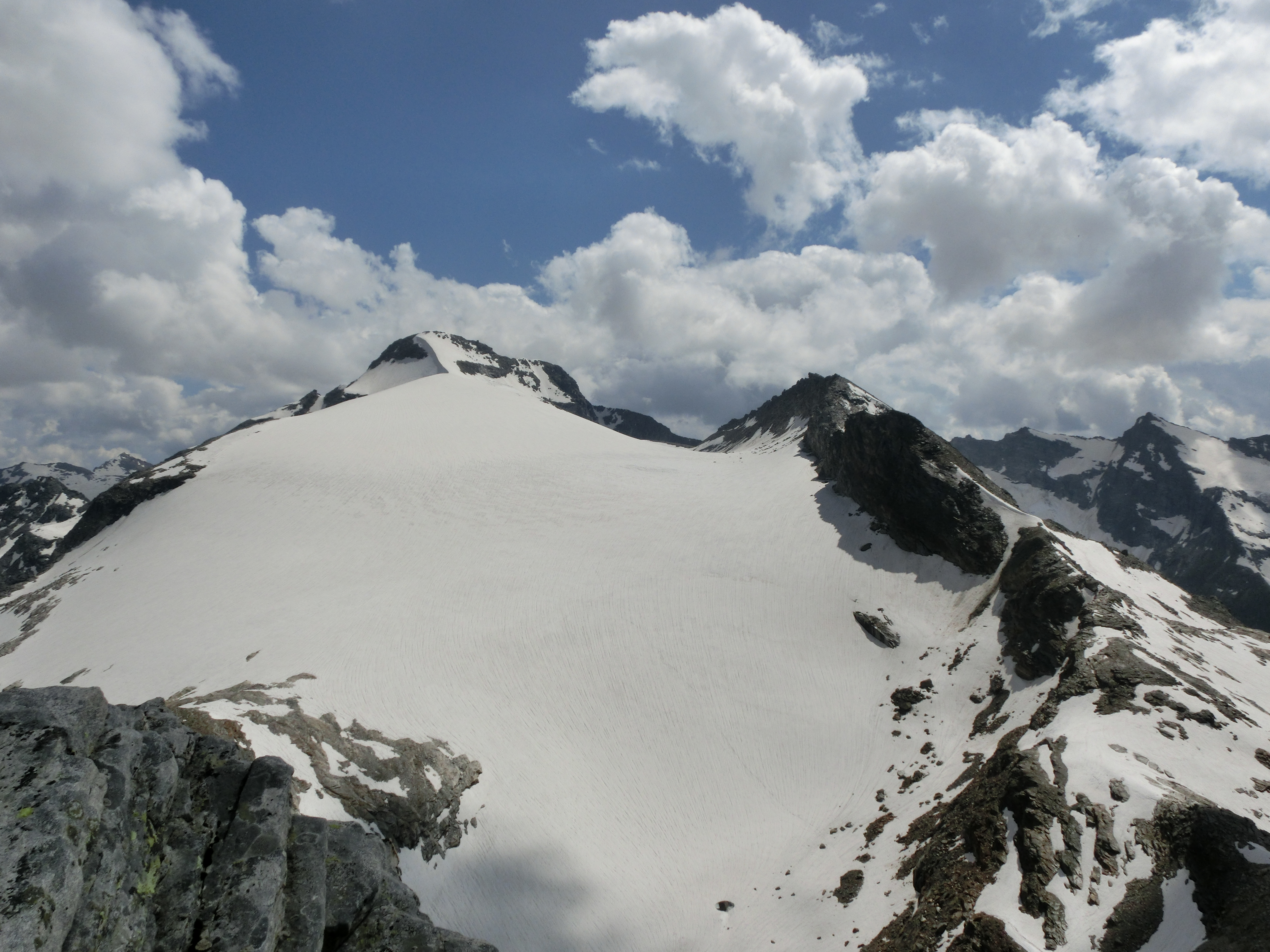
Blick nach Süden zum Güferhorn und Läntahorn.
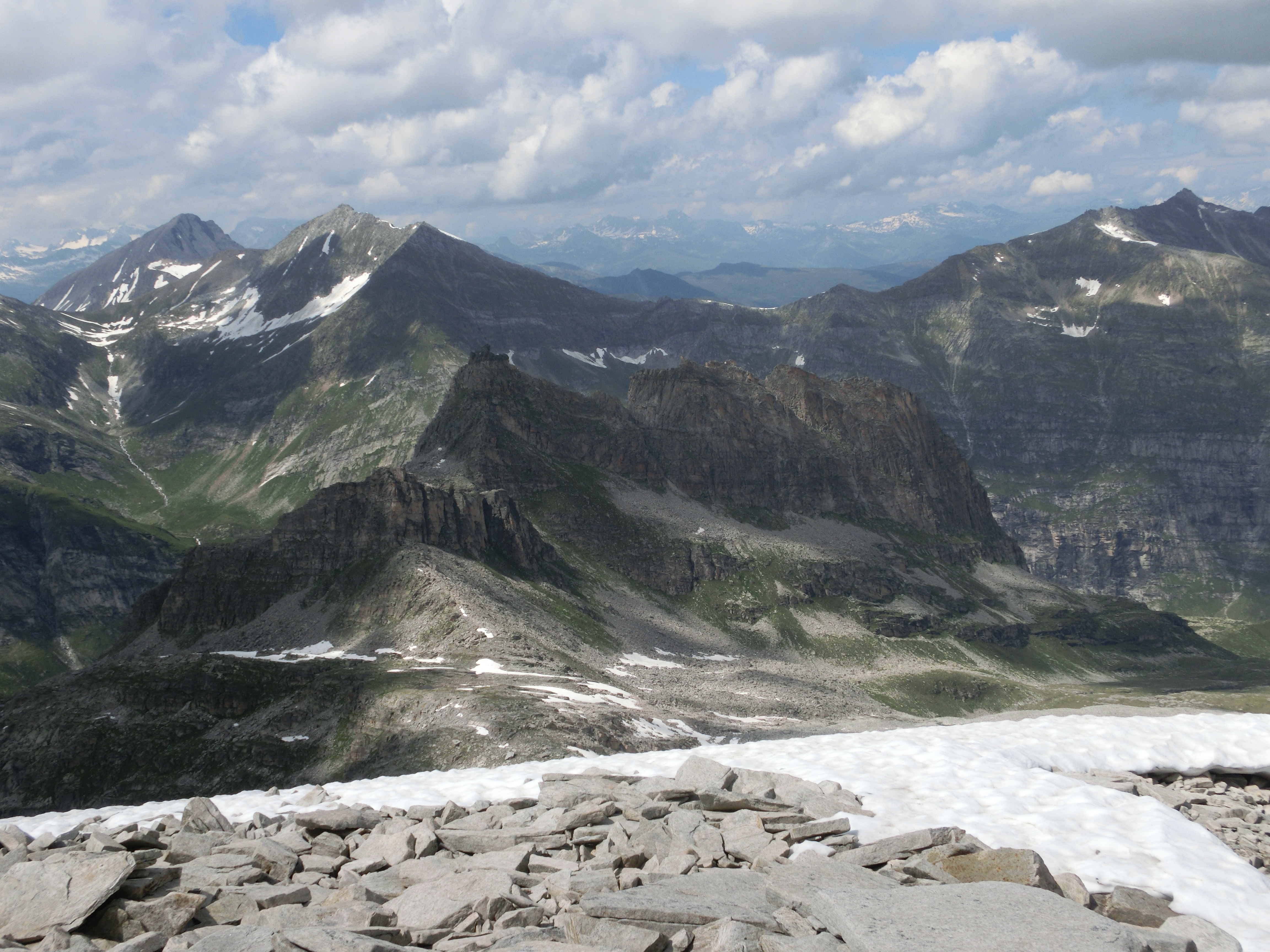
Sicht zum Zervreilahorn.
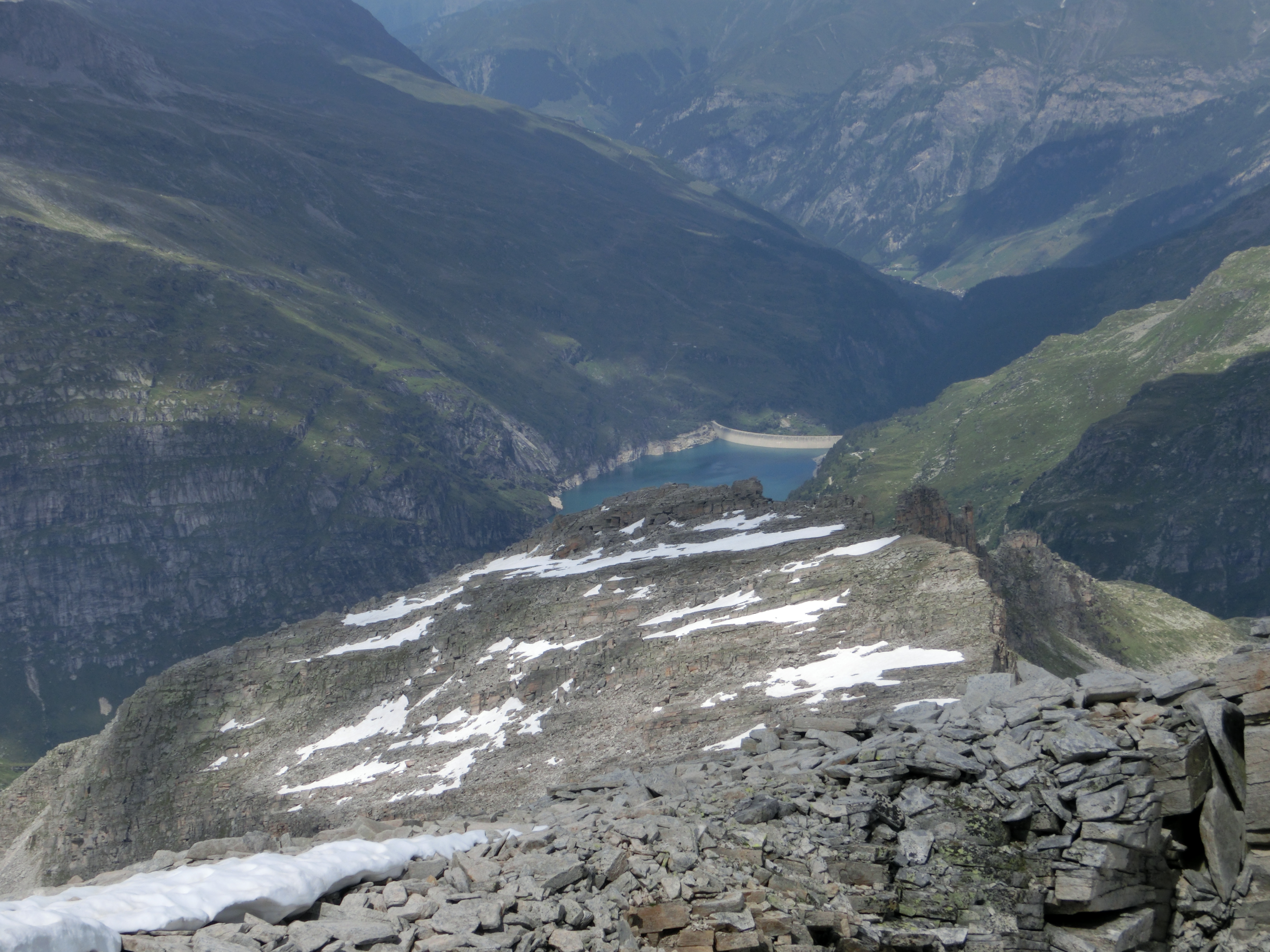
Aussicht auf den Zervreilasee.